# James Hamilton (4e duc d'Abercorn)
Pour les articles homonymes, voir James Hamilton et Hamilton.
James Edward Hamilton, 4e duc d'Abercorn (29 février 1904 - 4 juin 1979) est un homme politique et pair britannique.

## Carrière
Il fait ses études au Collège d'Eton. Il est nommé dans les Grenadier Guards, où il atteint le grade de capitaine. En 1946, il est élu au Conseil du Comté de Tyrone, est haut shérif de Tyrone, puis siège au Sénat d'Irlande du Nord. Il devient Lord Lieutenant de Tyrone à la mort de son père, un poste qu'il occupe pour le reste de sa vie. Il est nommé colonel honoraire du 5e bataillon, Royal Inniskilling Fusiliers (une unité de l'armée territoriale), et est décédé à 75 ans.

## Famille
En 1928, il épouse Kathleen Crichton (1905–1990), fille de Henry Crichton, vicomte Crichton (1872–1914, fils du 4e et père du 5e comte d'Erne) et Mary Cavendish Grosvenor (1883–1959, fille du 1er duc de Westminster).
Ils ont deux fils et une fille :
- Moyra Kathleen Hamilton (1930–2020), qui épouse Peter Colin Drummond Campbell en 1966. Il est écuyer de la Reine entre 1957 et 1960, et commandant naval, directeur adjoint de l'école anti-sous-marine. Ils ont deux fils et vivent en Irlande du Nord[2]. Lady Moyra est l'une des demoiselles d'honneur de la reine Elizabeth II au couronnement de 1953 . Elle est ensuite dame d'honneur de la princesse Alexandra de 1954 à 1964 et de la reine de 1964 à 1966, puis de dame d'honneur supplémentaire jusqu'en 1969. Elle est nommée CVO en 1963 ;
- James Hamilton (5e duc d'Abercorn) (né en 1934) ;
- Claud Anthony Hamilton (né en 1939), qui est nommé lieutenant adjoint du comté de Fermanagh en 1978; il est haut shérif de Fermanagh en 1990 et juge de paix du comté en 1991. En 1982, il épouse Catherine Janet Faulkner (nièce de Lord Faulkner de Downpatrick). Ils ont un fils et une fille : 
  - Anna Kathleen Hamilton (née en 1983),
  - Alexander James Hamilton (né en 1987).